# Giorgio Luti (religioso)
Giorgio Luti (Siena, 18 settembre 1465 – Lucca, novembre 1491) è stato un religioso italiano, appartenente all'ordine dei Gesuati.

## Biografia
Di origine aristocratica, figlio di Girolamo Luti e di Agata Spannocchi, fu chiamato Giorgio in onore del nonno, ambasciatore della Repubblica di Siena presso papa Callisto III, e dopo la morte di questi, presso la corte di Pio II.
Entrato nell'ordine dei Gesuati, insieme al cugino Giovanni Luti, si trasferì a Lucca, dove morì precocemente, a ventisei anni.
Seppur non fu un vero predicatore, gli fu attribuita una profezia, che ebbe vasto eco a partire dal 1500. Secondo il cronista rinascimentale Gherardo Sergiusti, l'incontro avvenuto a Lucca nel 1541 tra papa Paolo III e l'imperatore Carlo V dimostrò la veridicità della profezia di Luti.
L'esperienza di Luti ebbe vasta risonanza a Lucca, e si inserì nel rinnovato dibattito religioso alimentato dalle predicazioni del Savonarola e dal nascente attrito e controversia tra cattolici e riformati, presenti in gran numero nella città lucchese.